# Glypta ottawaensis
Glypta ottawaensis là một loài tò vò trong họ Ichneumonidae.